# Herbert-Batliner-Europainstitut
Das Herbert-Batliner-Europainstitut hatte seinen Sitz in Salzburg. Es widmete sich schwerpunktmäßig der Erforschung der europäischen Politik, Geschichte und Kultur. Das Institut wurde 1997 errichtet und ist nach seinem Gründer und Mäzen Herbert Batliner benannt. 2015 wurde es nach 20 Jahren geschlossen.

## Organisation
Dem Vorstand des Herbert-Batliner-Europainstituts gehörten zuletzt an:
- Präsident und wissenschaftlicher Leiter: Erhard Busek (Vizekanzler und Bundesminister a. D.)[2]
- Geschäftsführerin: Claudia Schmidt-Hahn
- Finanzreferent: Karl Gollegger

Weitere Mitglieder der Generalversammlung sind:
- Wilfried Haslauer (Landeshauptmann von Salzburg)
- Alois Putz (geschäftsführender Kurator)
- Michael Rabelsberger (Rechnungsprüfer)
- Stephan Rößlhuber (Rechnungsprüfer)

Frühere Mitglieder der Generalversammlung waren:
- Alois Mock (1934–2017), Ehrenpräsident (Vizekanzler und Bundesminister)
- Herbert Batliner (1928–2019), Ehrenpräsident

## Aufgaben
Hauptaufgaben des Herbert-Batliner-Europainstitut sind:
- Organisation und Durchführung von wissenschaftlichen Fachtagungen
- Mitorganisation von Seminaren und Symposien[3]
- Publikation von Fachbüchern
- Vergabe des Kleinstaatenpreises

## Institutsbibliotheken
Das Institut ist Depositarbibliothek der Vereinten Nationen und des Europarates. Die Bibliotheken sind Mitglied beim Österreichischen Bibliothekenverbund und über das Bibliotheksverwaltungsprogramm ALEPH online abrufbar.

## Publikationen des Institutes
Pro Jahr werden vom Institut Publikationen in verschiedenen wissenschaftlichen Bereichen, mit dem Schwerpunkt zur Europäischen Union, unterstützt oder herausgegeben.
Die nachstehend angeführten Publikationen sind eine Auswahl aus den Angaben auf der Webseite des Institutes der letzten Jahre:
- 2010
  - Oliver Rathkolb (Hrsg.): How to (Re)Write European History. 1. Auflage. Studienverlag Innsbruck, Innsbruck 2010, ISBN 978-3-7065-4955-4 (mit Unterstützung des Herbert-Batliner-Europainstituts).
  - Wolfram Kaiser, Brigitte Leucht, Michael Gehler (Hrsg.): Transnational networks in regional integration: governing Europe, 1945–1983. 1. Auflage. Palgrave Macmillan, 2010, ISBN 978-0-230-24169-5 (mit Unterstützung des Herbert-Batliner-Europainstituts).
  - Wolfram Kaiser, Antonio Varsori (Hrsg.): European Union History, Themes and Debates. 1. Auflage. Palgrave Macmillan, 2010, ISBN 978-0-230-23270-9 (mit Unterstützung des Herbert-Batliner-Europainstituts).

- 2011: Waldemar Hummer (Hrsg.): Die Finanzkrise aus internationaler und österreichischer Sicht (UT: Vom Rettungspaket für Griechenland zum permanenten Rettungsschirm für den Euro-Raum). 1. Auflage. Studienverlag Innsbruck, Innsbruck 2011, ISBN 978-3-7065-5108-3.
- 2012: Claudia Schmidt-Hahn (Hrsg.): Sprache(n) als europäisches Kulturgut (Languages as European Cultural Asset). 1. Auflage. Studienverlag Innsbruck, Innsbruck 2012, ISBN 978-3-7065-5141-0.

## Kleinstaatenpreis des Herbert-Batliner-Europainstitut
Der Kleinstaatenpreis wurde von Herbert Batliner geschaffen. Mit diesem Kleinstaatenpreis, der alle zwei Jahre an Personen oder Institutionen vergeben wird, soll der Stellenwert von „Kleinstaaten in den Internationalen Beziehungen und im Völkerrecht der organisierten und nicht-organisierten Staatengemeinschaft“ analysiert und dokumentiert werden.
Einige Preisträger des Kleinstaatenpreis des Herbert-Batliner-Europainstituts:
- Carl Baudenbacher (2004)
- European Cultural Foundation (2010)
- Vaira Vīķe-Freiberga (2006)
- Jean-Claude Juncker (2008)
- Lennart Meri (2000)
- Jordi Pujol (2002)

Siehe auch: Corvinus-Preis

## Pro-Arte-Europapreis
Seit 2013 wird der mit 30.000 Euro dotierte Pro-Arte-Europapreis alle zwei Jahre vergeben. Das Herbert-Batliner-Europainstitut ehrt mit dem Preis „Persönlichkeiten oder Institutionen, die sich um die Schaffung, Festigung und Vermittlung der vielfältigen kulturellen Identität Europas verdient gemacht haben.“
Preisträger
- 2013: Zubin Mehta
- 2015: Alexander Pereira
- 2017: Franz Welser-Möst[7]